# Dekanat tołoczyński
Dekanat tołoczyński – jeden z dwudziestu jeden dekanatów wchodzących w skład eparchii witebskiej i orszańskiej Egzarchatu Białoruskiego Patriarchatu Moskiewskiego.
Dziekanem jest protojerej Aleksandr Łazuko.

## Parafie w dekanacie[1]
- Parafia Narodzenia Najświętszej Maryi Panny w Drucku
  - Cerkiew Narodzenia Najświętszej Maryi Panny w Drucku
- Parafia św. Mikołaja Cudotwórcy w Kochanowie
  - Cerkiew św. Mikołaja Cudotwórcy w Kochanowie
- Parafia św. Trójcy w Monasterze
  - Cerkiew św. Trójcy w Monasterze
- Parafia Zaśnięcia Najświętszej Maryi Panny w Obolcach
  - Cerkiew Zaśnięcia Najświętszej Maryi Panny w Obolcach
- Parafia Świętych Borysa i Gleba w Siarkowicach
  - Cerkiew Świętych Borysa i Gleba w Siarkowicach
- Parafia Świętych Piotra i Pawła w Sławieniach
  - Cerkiew Świętych Piotra i Pawła w Sławieniach
- Parafia Soboru Świętych Białoruskich w Sławnem
  - Cerkiew Soboru Świętych Białoruskich w Sławnem
- Parafia św. Włodzimierza Wielkiego w Tołoczynie
  - Cerkiew św. Włodzimierza Wielkiego w Tołoczynie
- Parafia Wprowadzenia Najświętszej Maryi Panny do świątyni w Tołoczynie
  - Cerkiew Wprowadzenia Najświętszej Maryi Panny do świątyni w Tołoczynie

Na terenie dekanatu w Tołoczyńskim Centralnym Szpitalu Rejonowym mieści się pokój modlitwy.

## Monastery
- Monaster Opieki Matki Bożej w Tołoczynie (żeński)

## Galeria

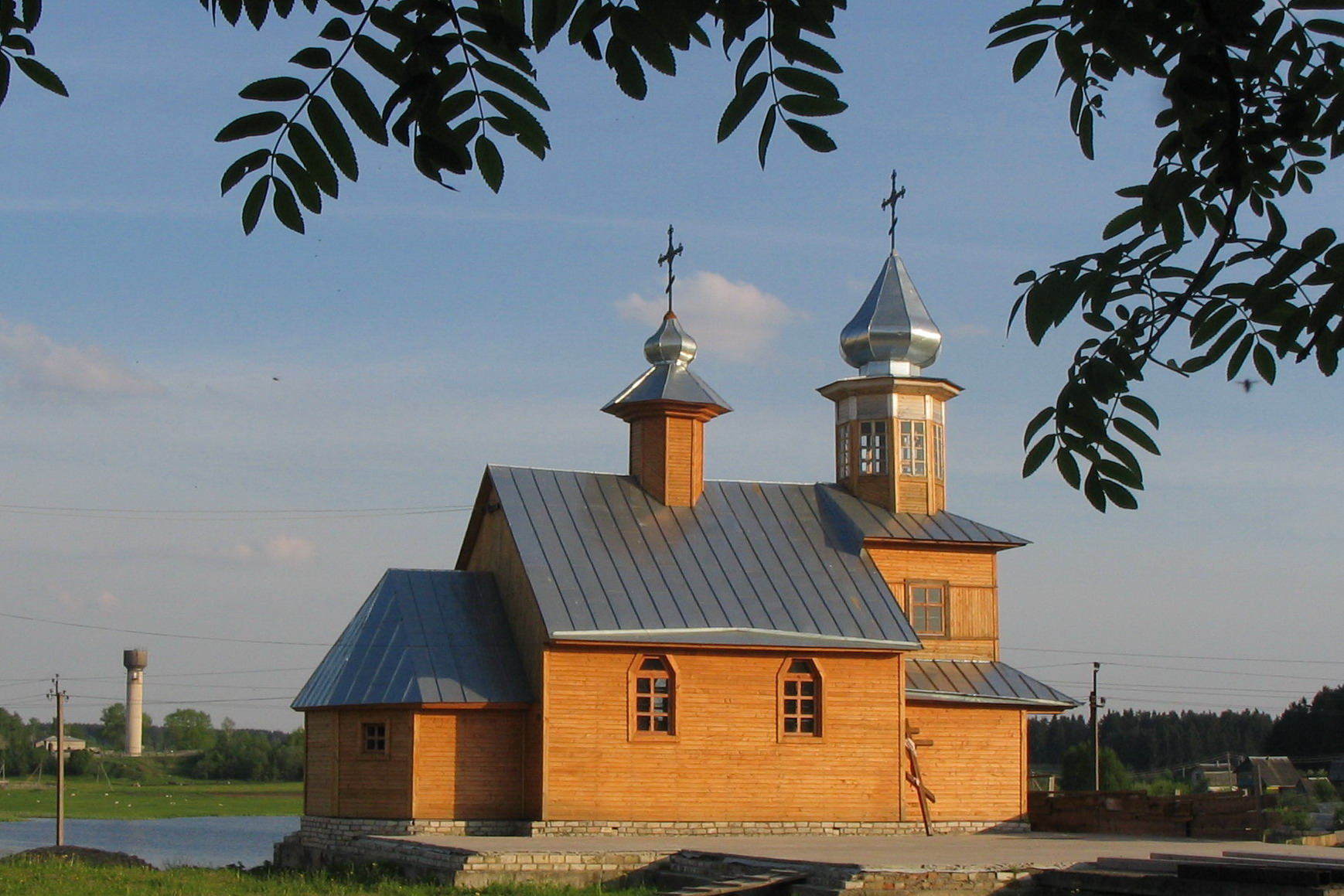
Cerkiew św. Mikołaja Cudotwórcy w Kochanowie
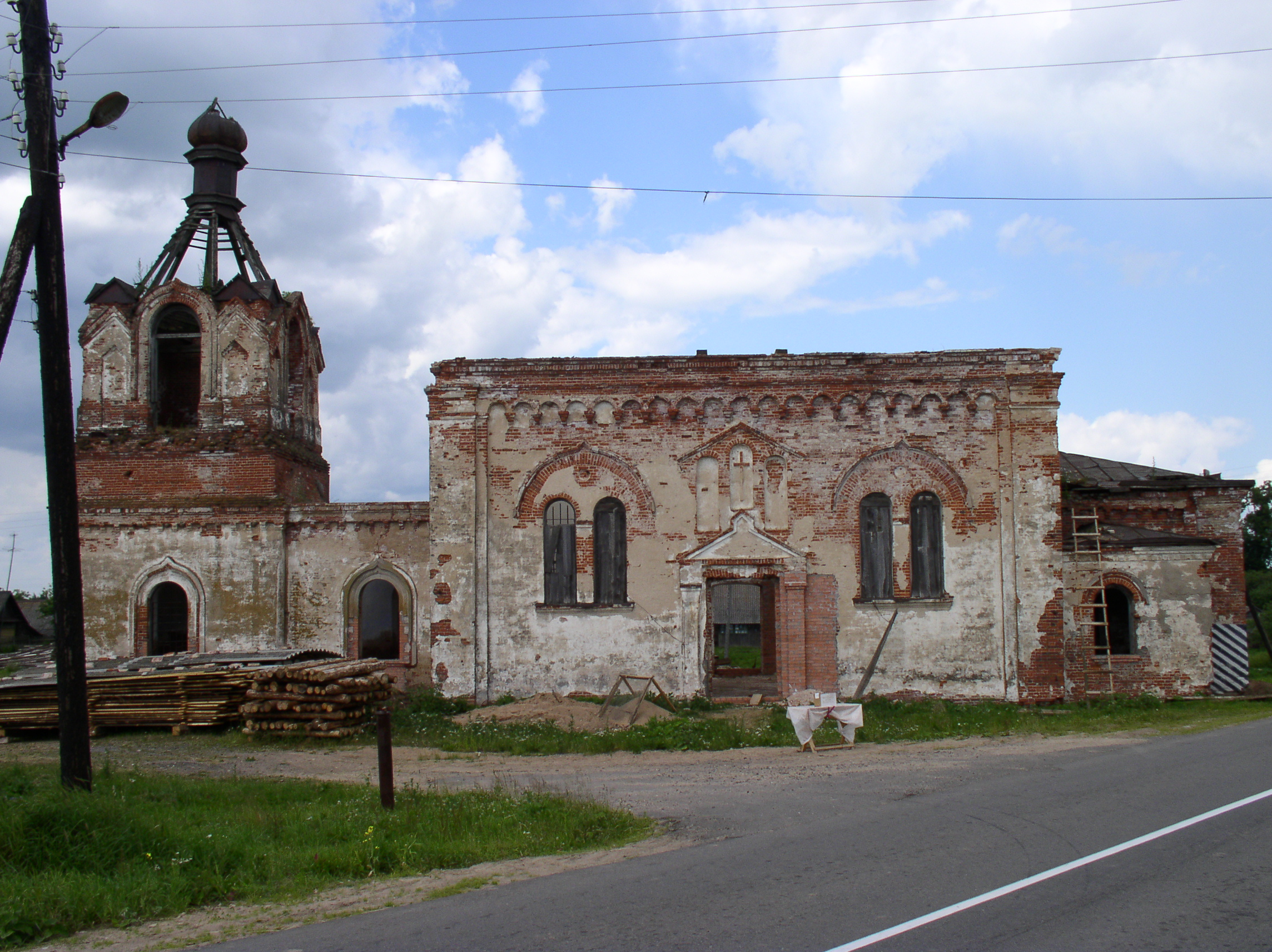
Cerkiew św. Trójcy w Monasterze
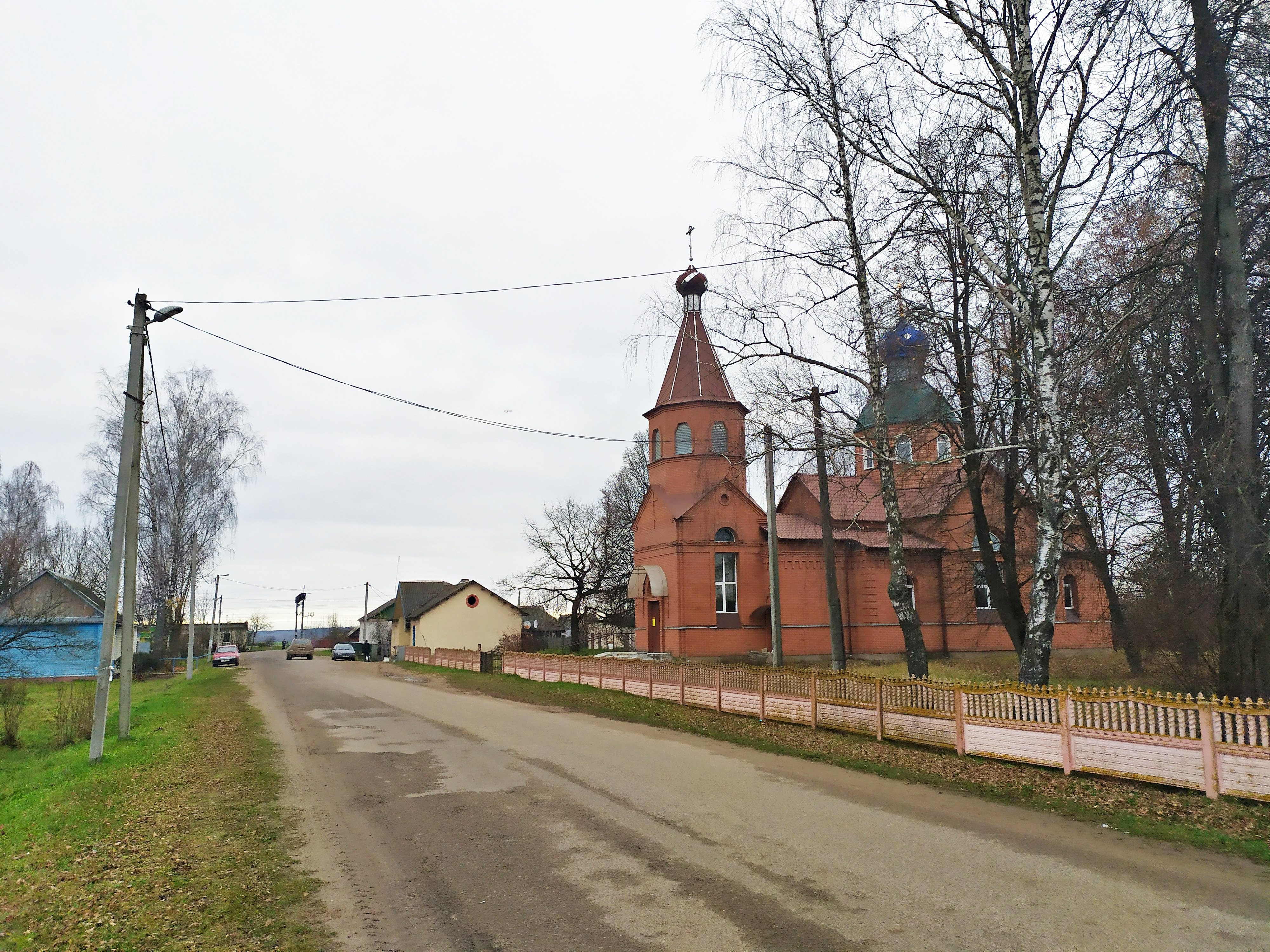
Cerkiew Soboru Świętych Białoruskich w Sławnem
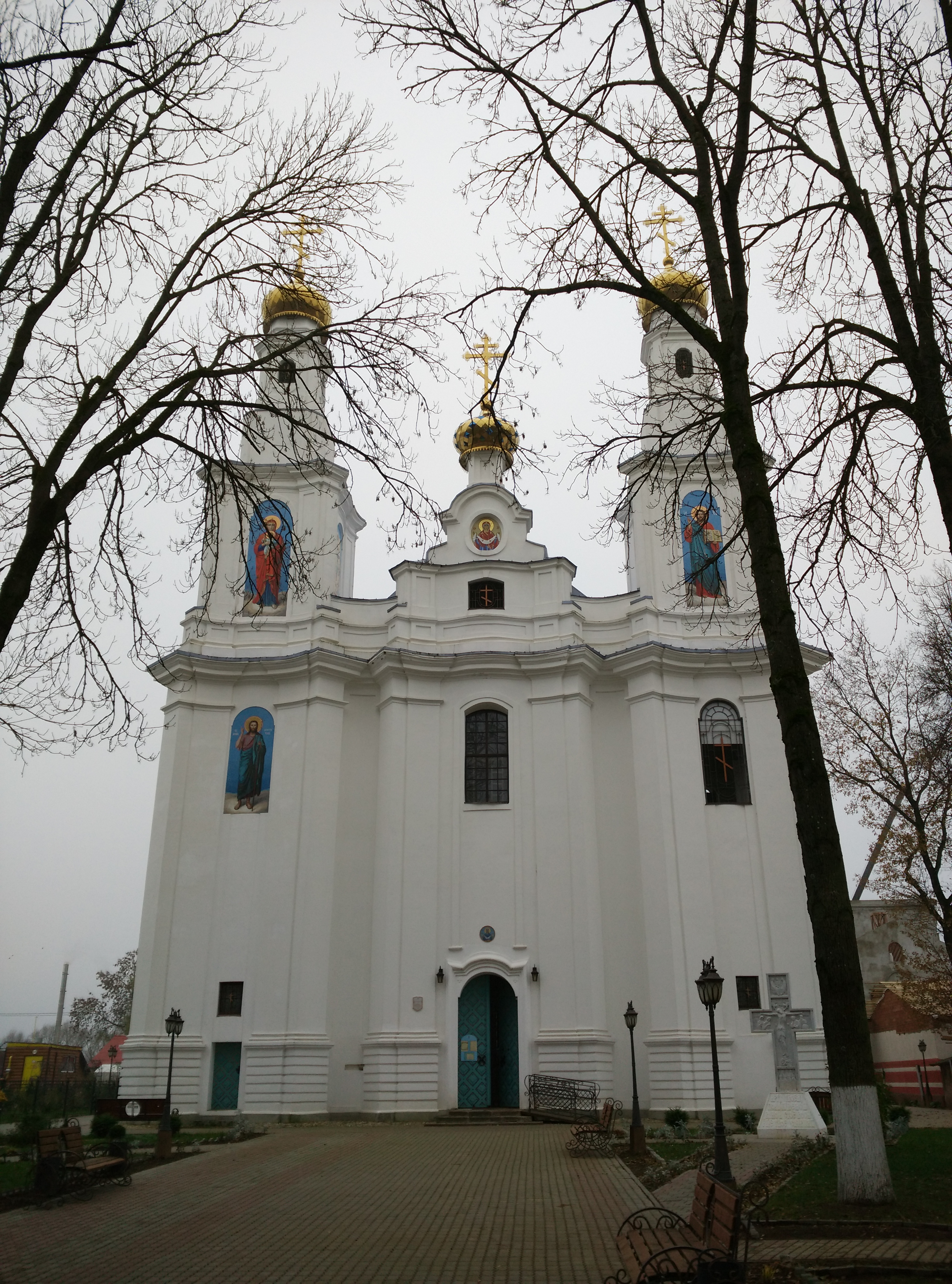
Cerkiew Opieki Matki Bożej w Tołoczynie (klasztorna)